# 기독교 문학
기독교 문학(Christian literature)은 기독교 주제를 다루면서 기독교적 세계관을 통합한 문학이다. 그리스도교문학이라고도 한다.

## 저명한 작품
- 성경
- 욥기
- 시편
- 영혼전쟁
- 고백록 (아우구스티누스)
- 신국론
- 신학 대전
- 그리스도를 본받아
- 기독교 강요
- 태양의 나라
- 실낙원
- 천로역정
- 파우스트 (괴테)
- 크리스마스 캐럴 (소설)
- 벤허 (소설)
- 카라마조프의 형제
- 쿠오 바디스 (소설)
- 예수라면 어떻게 했을 것인가
- 정통주의
- 요셉과 그의 형제들
- 파우스트 박사
- 나니아 연대기
- 최후의 유혹
- 거장과 마르가리타

## 같이 보기
- 복음주의 기독교출판협의회